# Иванчиха (Костромская область)
Иванчиха — упразднённая деревня в Шарьинском районе Костромской области России. Входила в состав Ивановского сельского поселения. Исключена из учётных данных в 2025 году.

## История
Согласно Спискам населенных мест Российской империи в 1872 году деревня Иванчиха (Долгуша) относилась ко 2 стану Ветлужского уезда Костромской губернии. В ней числилось 5 дворов, проживало 23 мужчины и 36 женщин.
Согласно переписи населения 1897 года в деревне проживало 139 человек (60 мужчин и 79 женщин).
Согласно Списку населенных мест Костромской губернии в 1907 году деревня Ивачиха (Долгуша) относилась к Рождественской волости Ветлужского уезда Костромской губернии. По сведениям волостного правления за 1907 год в деревне числился 21 крестьянский двор и 166 жителей. Основным занятием жителей деревни был лесной промысел.
До 2010 года деревня относилась к Майтихинскому сельскому поселению.

## Население
| 2008 | 2010 | 2014 |
| ---- | ---- | ---- |
| 0    | →0   | →0   |